# 대구 도학동 승탑
대구 도학동 승탑(大邱 道鶴洞 僧塔)은 대한민국 대구광역시 도학동에 세워졌던, 고려시대의 승탑이다. 1975년 8월 4일 대한민국의 보물 제601호로 지정되었다.
원래 도학동의 학부락에 쓰러져 있었는데, 현재는 동화사 경내에 옮겨져 있다. 바닥돌 위에 올려진 기단(基壇)과 탑신(塔身)이 모두 8각을 이룬 탑이다.

## 개요
승탑은 승려의 무덤을 상징하여 그 유골이나 사리를 모셔두는 곳이다. 동화사 안에 세워져 있는 이 승탑은 원래 동학동의 학부락에 쓰러져 있던 것을 이 곳으로 옮긴 것으로, 바닥돌 위에 올려진 기단(基壇)과 탑신(塔身)이 모두 8각을 이루고 있다.
세 부분으로 이루어진 기단은 아래받침돌과 가운데받침돌이 하나의 돌로 이루어져 있다. 윗받침돌은 별개의 돌로 되어 있으며, 큼직한 연꽃무늬를 소박한 솜씨로 둘러 놓았다. 탑신의 몸돌은 모서리마다 기둥모양의 조각을 두었고, 널찍하게 마련된 지붕돌은 윗면의 느린 곡선이 처마끝까지 펼쳐지고 있다. 꼭대기에는 아름다운 장식을 한 2단의 머리장식이 올려져 있다.
각 부분의 양식과 조각수법으로 보아 고려 전기의 작품으로 추측된다.

## 참고 자료
- 대구 도학동 승탑 - 국가유산청 국가유산포털